# 사강의 요새
《사강의 요새》(Fort Saganne)는 프랑스에서 제작된 알랭 코르노 감독의 1984년 드라마, 멜로/로맨스 영화이다. 제라르 드빠르디유 등이 주연으로 출연하였다.
1984년 칸 영화제에서 상영되었다. 제작 당시 프랑스에서 가장 많은 제작비가 들어간 영화였다.

## 출연

### 주연
- 제라르 드빠르디유
- 필립 느와레

### 조연
- 까뜨린느 드뇌브
- 미첼 듀차우소이
- 로저 뒤마
- 장 루이 리샤르
- 피에르 토내이드

## 기타
- 원작자: 루이 가르델
- 프로듀서: 조지스 카사티
- 음향: 피에르 가메
- 의상: 로신느 델라마르
- 의상: 코린느 조리

## 한국어 더빙 성우진(KBS, 2003년 2월 23일)
- 장광 - 샤를르 사강 (제라르 드빠르디유)
- 김병관 - 드브뢰 대령 (필립 느와레)
- 장유진 - 루이즈 (카트린느 드뇌브)
- 최덕희 - 마들렌 (소피 마르소)
- 김준 - 아빠자 (사드 아마디스)
- 김환진 - 아장 (로빈 레누씨)
- 김창주 - 엠빠레 (살라 테스쿡)
- 조동희 - 벨페 상사 (로저 뒤마)
- 임성표 - 플라마렝 (쟝-루이 리처드)
- 정훈석 - 게인드르즈 중위
- 문영래 - 장관
- 최옥희 - 수녀
- 김우정 - 뤼시앙 (플로랑 파니)
- 이주원 - 벨라이드